# Jean Corston
Jean Ann Corston, baronesa de Corston, (nacida Parkin; Kingston upon Hull, 5 de mayo de 1942) es una política y par vitalicia británica que se ha desempeñado como miembro del Parlamento por la circunscripción de Bristol este de 1992 a 2005, incluyendo su presidencia del grupo parlamentario del Partido Laborista de 2001 a 2005.

## Biografía
Jean Ann Parkin estudió en el Instituto femenino Yeovil (actual Escuela comunitaria Westfield) ubicado en la Stiby Road de Yeovil y en el Colegio de Artes y Tecnología de Somerset. Trabajó en la Inland Revenue. En la Escuela de Economía de Londres, obtuvo un bachiller en leyes en 1989. De 1989 a 1990, estudió en la Facultad de Derecho de Inns de la Corte (actual Facultad de Derecho Civil). También estudió en la Universidad Abierta. Se convirtió en una barrister (un tipo de abogado en Reino Unido).

## Carrera política
Jean Corston fue una miembro del Parlamento por Bristol este desde abril de 1992 a 2005, momento en el que decidió retirarse de la vida política en el marco de las elecciones generales de 2005. Fue presidenta del grupo parlamentario laborista, habiendo sido la primera mujer en ocupar ese puesto. También fue la primera diputada laboralista en referir una cuestión al primer ministro durante el primer mandato de Tony Blair el 21 de mayo de 1997.
El 13 de mayo de 2005 se anunció la intención de crear un Par vitalicio para Jean Corston por parte de la reina Isabel II. El 29 de junio de 2005 se creó la condición de par de la baronesa Corston, de San Jorge, en el condado y ciudad de Bristol.

### El Informe Corston (Corston Report)
Fue encargada por parte del Ministerio del Interior a llevar a cabo un informe sobre la vulnerabilidad de las mujeres en el sistema judicial del Reino Unido en marzo de 2007. Se exploró la idea de que muchas mujeres que se encontraban en prisión tenían problemas mentales y si con esa condición debían permanecer allí. El informe esboza «la necesidad de un enfoque radicalmente diferente, visiblemente dirigido, estratégico, proporcionado, holístico, centrado en la mujer e integrado». El informe se conoce como el Informe Corston (en inglés: Corston Report) y ha influido en gran medida la política gubernamental al respecto. Los progresos y las mejoras de los servicios locales de libertad vigilada, el Servicio Nacional de Libertad Vigilada, el Servicio de Prisiones de Su Majestad y el Servicio Nacional de Gestión de Delincuentes (NOMS; National Offender Management Service) se comparan periódicamente con las recomendaciones del presente informe.
Corston cesó su membresía en la Cámara de los Lores el 9 de julio de 2024 en virtud de la Ley de Reforma de la Cámara de los Lores de 2014 debido a su inasistencia a la sesión anterior del Parlamento.

## Vida privada
Jean Ann Parkin se casó una primera vez con Christopher Corston en 1961, cambiando su apellido. De este matrimonio nació una hija. De 1980 hasta el fallecimiento de éste en 2009, su cónyuge fue el sociólogo Peter Townsend, con quien se casó en Bristol en 1985. tras el matrimonio no cambió nuevamente su apellido.